# Sách Baglan
Sách Baglan (tiếng Wales: Llyfr Baglan) là nhan đề hậu thế đặt cho hợp tuyển các cổ bản bằng tiếng Wales chứa nhiều dữ liệu phả hệ do tác giả John Williams biên soạn trong giai đoạn 1600-7.

## Lịch sử
Trứ tác này là một bản sao lục một văn bản lâu đời hơn tại thư viện công cộng ở Caerdydd và do Joseph Bradney hiệu đính vào năm 1910. Tại Thư viện Quốc gia Cymru còn có bản vi phim tác phẩm này để lưu trữ lâu dài về sau.
Trong tác phẩm gồm lai lịch nhiều gia đình quý nhân cùng một số vương tộc, nó cũng đồng thời mô tả khá đúng huy hiệu các dòng họ đó.